# 忧患之子

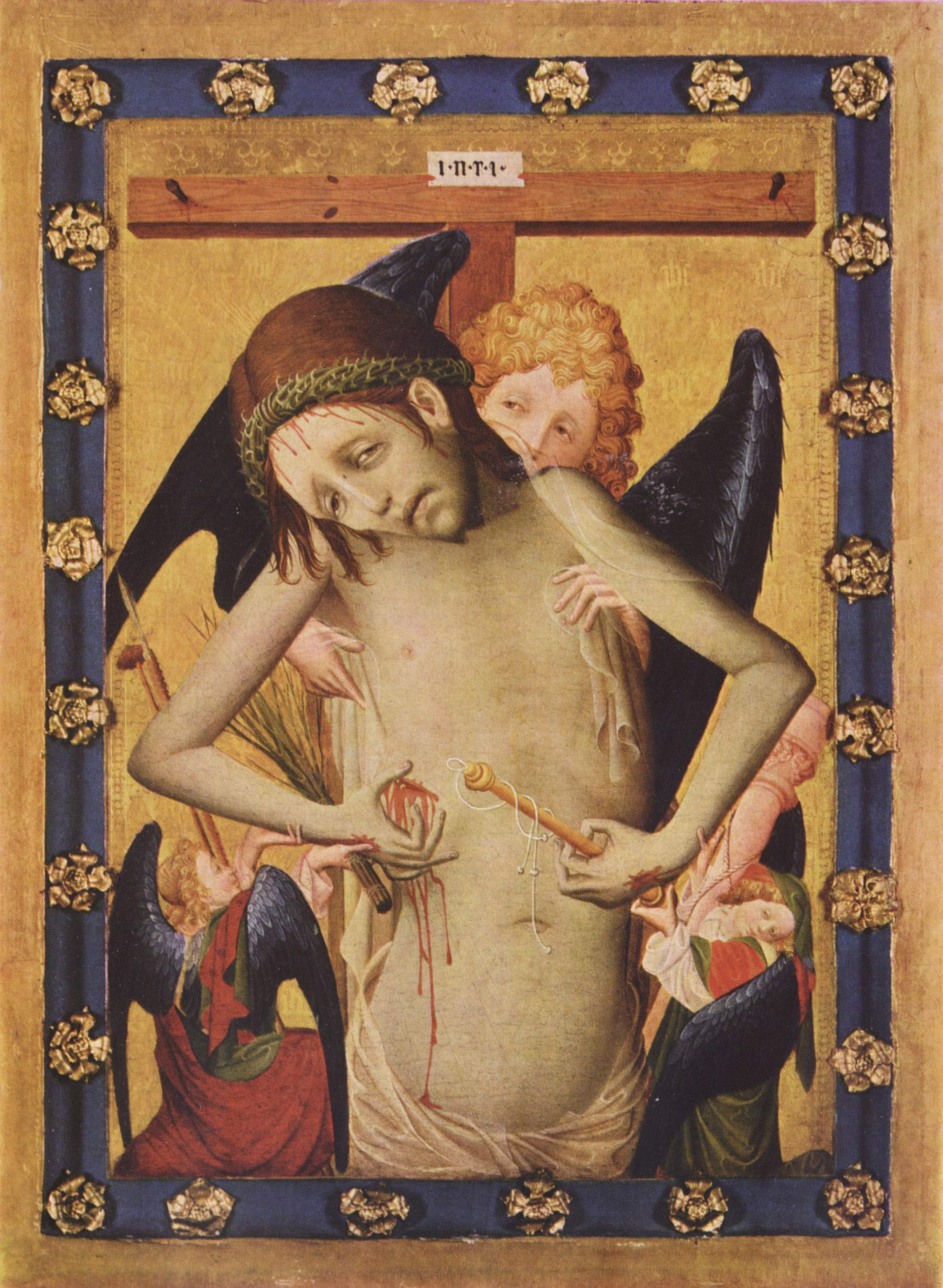
梅斯特·弗朗克画作：《忧患之子、Arma Christi和天使》

忧患之子，天主教思高本译为苦人出现在《希伯来圣经》中的《以赛亚书》第53章第3节，被基督徒认为是对耶稣作为弥赛亚的预言：
3 祂被藐视，被人厌弃，多受痛苦，是忧患之子；祂被藐视，好像被人掩面不看的一样；我们也不尊重祂。  
4 祂诚然担当了我们的忧患，背负了我们的痛苦；我们却以为祂受责罚，被神击打苦待了。    
5 那知祂为我们的过犯受创，为我们的罪孽压伤；因祂受的刑罚我们得平安，因祂受的鞭伤我们得医治。
6 我们都如羊走迷，各人偏行己路；上主使我们众人的罪孽都归在祂身上。

## 形象發展
在欧洲，13世纪起，忧患之子像得到发展，在欧洲北部尤其流行。通常表现耶稣赤裸上身，带着受难的伤口，尤其是手部和身体一侧，通常戴着荆棘冠冕，有时还有天使出现。该图像持续传播，其复杂性的发展一直延续到文艺复兴之后，但是其许多艺术形式，是中世纪晚期虔诚的最精确的视觉表现。。它和圣母怜子图（Pietà），是这个时期最流行的獻身圖像（Andachtsbilder）类型的图像。

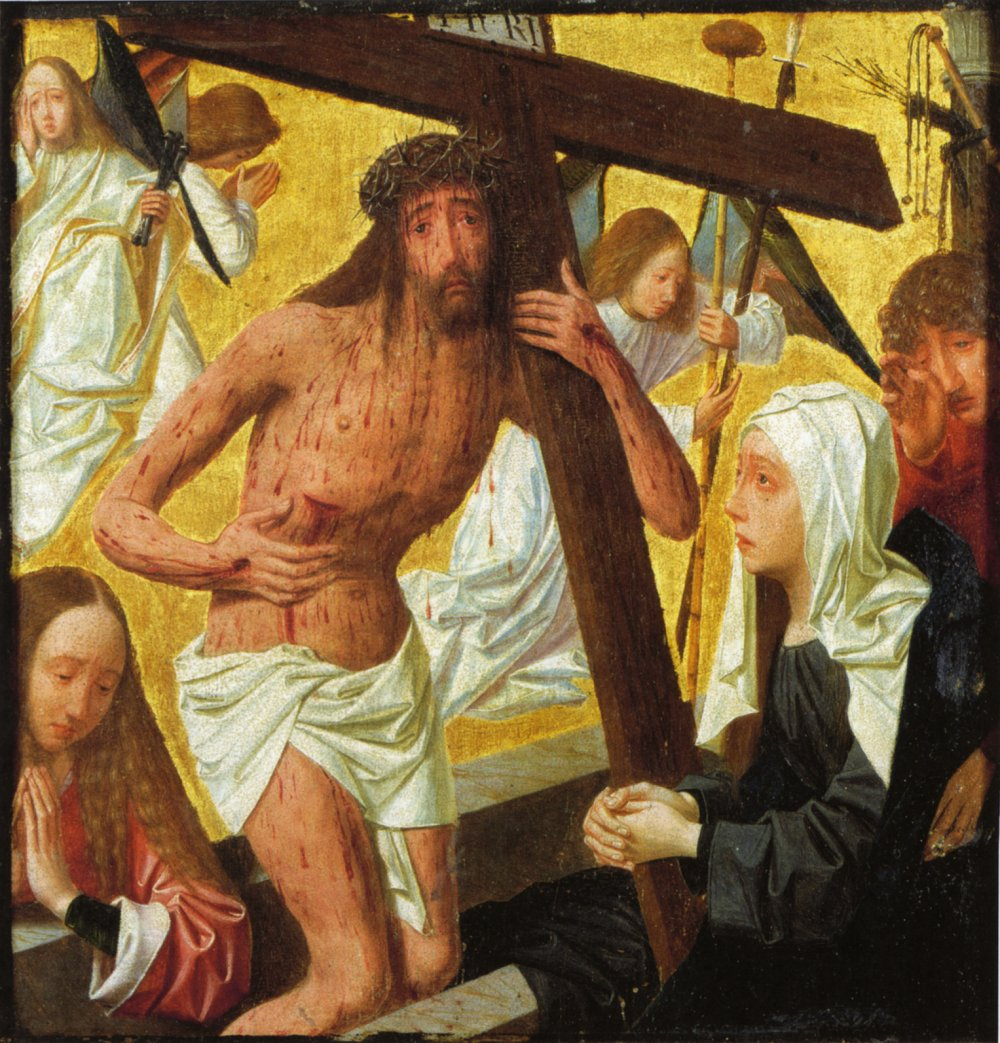
一个复杂的版本，盖尔特根·托特·辛特·扬斯（Geertgen tot Sint Jans），荷兰，1486年，25 x 24 cm.

这种像发展自拜占庭的Epitaphios 像，可能要追溯到8世纪。有一个神奇的拜占庭马赛克像称为怜悯的基督（Imago Pietatis），在12世纪被带到罗马主要的朝圣圣殿圣十字大殿。现在保存的只有复制品。到13世纪，忧患之子像（雕塑，绘画）作为供沉思的对象，在西方越来越普遍。它的受欢迎程度继续增长，并受到1350年教宗克雷芒六世举行聖年大赦的推动。
忧患之子形象的各种版本都表现为基督带着受难的伤口，包括矛伤。尤其是在德国，耶稣的眼睛通常是睁开的，看着观众；在意大利，紧闭的眼睛，表现死去的耶稣。对有些人这代表了基督的两种性质 - 他作为人死了，但是作为神活着。全身像最初于13世纪出现在德国南部的壁画中，从14世纪初开始出现雕塑。有时也有不同的形式，包括其他元素，包括Arma Christi（“基督的武器”）、十字架、从耶稣的一侧或其他伤口的血流进的一个杯（强调圣体血）、拿着这些物体或托着耶稣本人的天使（梅斯特·弗朗克对两者都加以表现），以及哀悼者或崇拜者。“怜悯的宝座”是一幅三位一体的图像，通常将耶稣描绘得身材矮小，作为忧患之子，由他的父支撑。
《以赛亚书》第53章第2节也得到了艺术图解：耶西的本（“祂在上主面前生长如嫩芽，像根出于干地。”）和耶稣像（“祂无佳形华美叫我们观看祂，也无美貌使我们羡慕祂。”）。

## 相关艺术作品
- 曼登·凡·海姆瑟克的《忧患之子》
- 格奥尔格·弗里德里希·亨德尔的神剧《弥赛亚》

### 引用
1. ↑  Schiller, quote from p.198, figs 681-812
2. ↑  Discussed by Snyder, 176-78
3. ↑  Schiller, 199-200, also see Parshall, 58 and Pattison, 150.
4. ↑  Schiller, 198
5. ↑  Schiller, 201-202
6. ↑  Schiller, 201-219